# Гопак (Рєпін)
 Гопак — картина на межі жанрів, котру створив український художник Рєпін Ілля Юхимович в останні роки життя.

## Передісторія
Практично все життя Ілля Рєпін був пов'язаний з Україною. Відомо, що він знав українську мову, підтримував знайомства з діячами українського мистецтва, мав учнів з України.
Рєпін брався за будь-які жанри, а починав як художник, що створив стінописи в провінційних церквах України (знищені). Нестача доброї освіти в провінції і культурного оточення (батько художника був простим військовим поселенцем) примусила молодого художника-початківця роками займатися самоосвітою.
Художник — доволі залежна від смаків і вимог публіки професія. Рєпін на початку творчого шляху кидався на зустріч цим смакам і створював картини, надзвичайно близькі салонному мистецтву (серед них «Садко в підводному царстві»). Доволі рано він відсахнувся і від живопису в стилі академізм (панівної та офіційної доктрини його студентської молодості), хоча мав потенції стати непоганим прихильником академізму. Його рання картина «Христос воскрешає доньку Іаіра» принесла художнику-початківцю золоту медаль академії. Рєпін отримав право на шестирічне перебування за кордоном як академічний пенсіонер, за державний рахунок.
Самовільно скоротив перебування за кордоном, де був у 1873—1876, хоча витратив час на вивчення музейних збірок і творів сучасних французьких майстрів. Більше того, дещо несподіваний у вчинках художник виставив деякі свої твори в Паризькому Салоні, незважаючи на заборону Петербурзької академії. Сам малював відносно мало. Для звіту передав у академію полотно казково-театрального характеру «Садко у підводному царстві» (1876). За пізнішими оцінками найцікавішими цього періоду були ескізи Монмартру та Веля.
Згодом народився художник-реаліст. Митцю були необхідні враження від реальності, тоді розпалювалась його уява і народжувалось натхнення. Оточуючим Ілля Юхимович скаржився на бідність власної уяви. Знав від і про досвід французьких імпресіоністів та про безсюжетність картин. Сам намагався створювати такі, де молода і приваблива паньонка в черговий раз збирала квіти від нудьги. А виходила банальна картина з паньонкою в береті та букетом, котрих вистачало і без нього.
Художник шукав яскравих подій в реальності і значущих та творчих осіб. Якщо з яскравими подіями в реальності Російської імперії було скрутно, на поміч приходило знайомство з черговою творчою особистістю. Так народився Рєпін-портретист, що роками працював над портретами відомих тоді письменників («Портрет Гаршина», «Портрет Лева Толстого», «Щепкіна-Куперник Тетяна Львівна», «Портрет Володимира Короленка»), актрис і акторів («Елеонора Дузе», «Співак Федір Шаляпін»), науковців («Дмитро Менделєєв»), композиторів («Портрет Мусоргського»).
Зростання майстерності і розвиток власної уяви нарешті надали можливість працювати у майстерні «від себе», від власної уяви, хоча етап зборів матеріалу і створення ескізів не зникав. Саме по уяві були створені картини, що принесли художникову визнання у публіки, серед них «Не чекали», «Запорожці», «Дуель». Адже художник не міг бути присутнім серед запорозьців, що писали листа султанові, бути на лісовій галявині, де відбувалась офіцерська дуель, бачити прибуття додому засланця з Сибіру тощо. Рєпін прагнув також створити картини бадьорі і майже безтурботні, але довго не виходило.
Це вдалося лише наприкінці життя, коли він відкидав мінливий світ і марноту побуту та занурювався у спогади і знову згадав Україну. Народився задум картини, котра отримала назву «Гопак».

## Опис твору
Серед молодих знайомців Рєпіна був письменник Корній Чуковський, котрий згодом створить книгу спогадів про художника. В листі до Чуковського від 18 травня 1927 року 83-річний Рєпін сповістив — 
| ...Більше півроку я працюю над картиною «Гопак». |
Художник прагнув присвятити твір пам'яті композитора Мусоргського в подяку за богатирські музичні образи. Було використано великого формату полотно, де розпочалася робота над створенням композиції «Гопак — танок запорзьців». Це булов чергове відсилання уяви глядача в славетне українське минуле. Звідси ознаки українського бароко в картині, бадьорість, розкутість персонажів через край, столітній дід, що не втримався і почав танцювати, сміхова стихія, використання давніх українських архетипів (козак Мамай) тощо.
Рєпін, почавши працювати над твором, відновив листування із знавцем Запорізької Січі паном Яворницьким, прохав у нього фотографії матеріальної культури тої доби, адже їхати з Фінляндії, де тоді мешкав, не мав ніякої можливості. Робота над твором розтяглась у часі, бо у Рєпіна погіршився зір і він вимушено користувався пензлями з довгими черенками, котрі спеціально замовив для себе. Працювати над картиною він планував ще на два роки вперед…